# Paltrokmolen

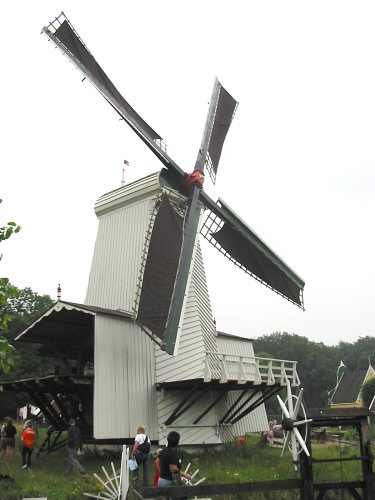
Paltrokmolen te Arnhem (Foto: Hans de Kroon)

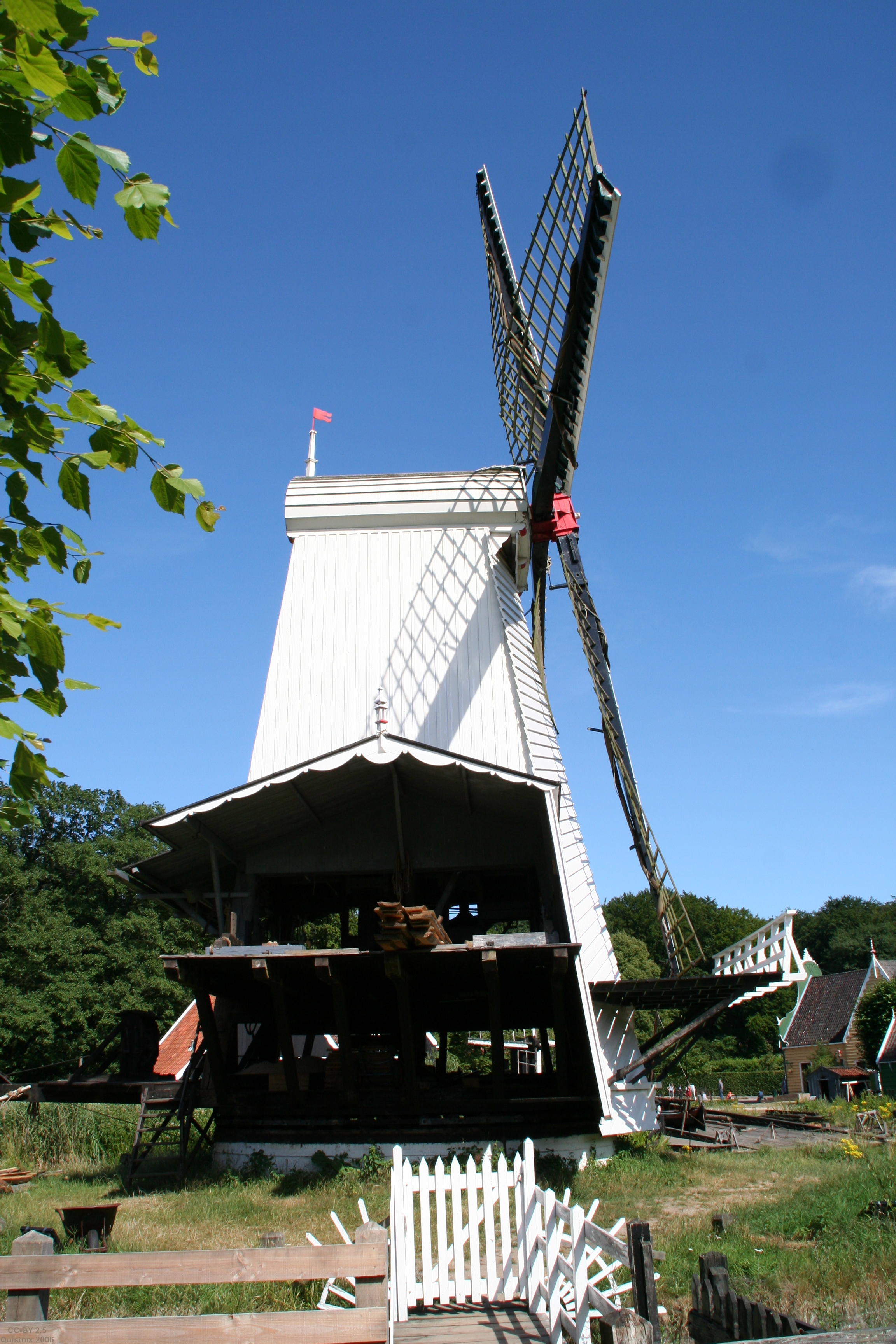
Zijaanzicht (foto:Quistnix)

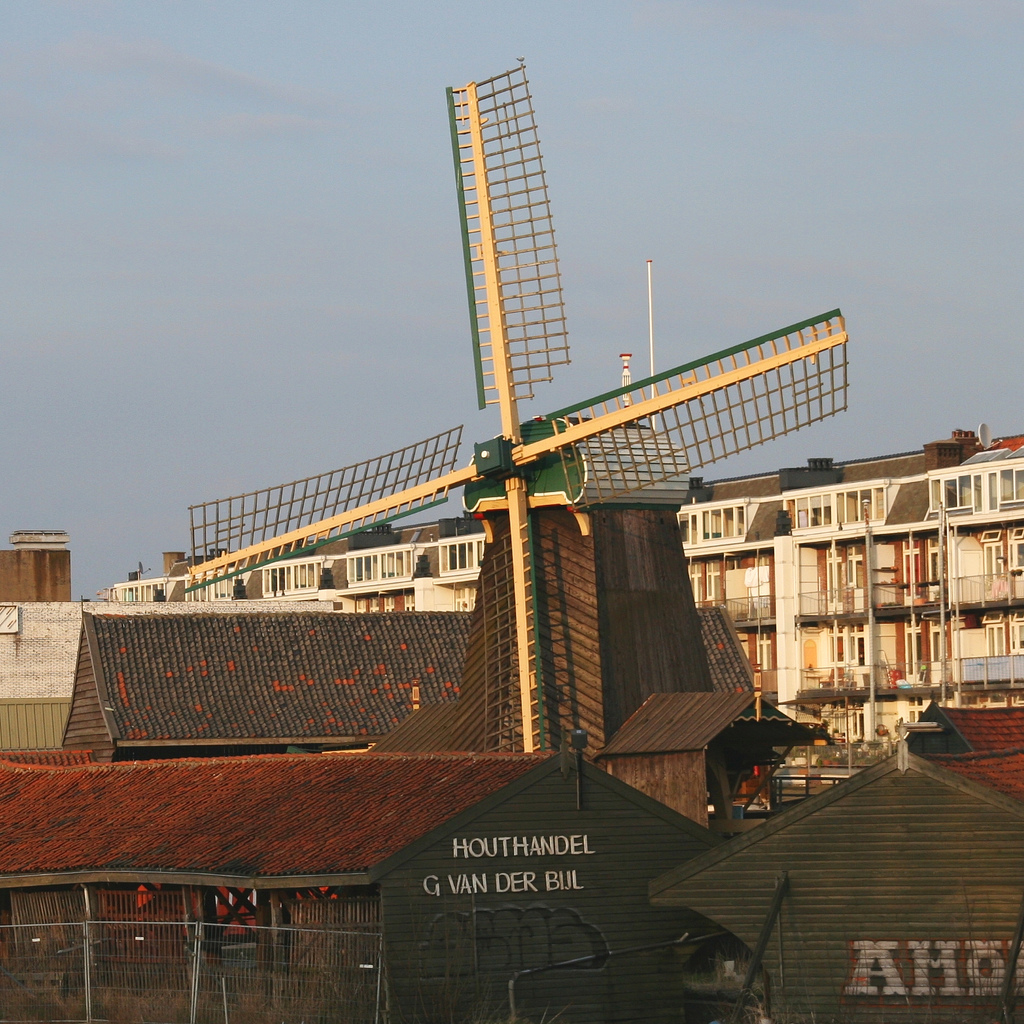
Paltrokmolen De Otter in Amsterdam-West is als laatste overgebleven van de vele zaagmolens die nabij de Kostverlorenvaart stonden voordat de Frederik Hendrikbuurt werd gebouwd.

De paltrokmolen is een type zaagmolen. Ooit zijn er in Nederland honderden gebouwd. Alleen al aan de Zaan stonden er ruim 200. Tegenwoordig resteren er nog slechts vijf.
Overigens komen er in Duitsland ook molens voor met de naam Paltrockwindmühle, met name in de regio's Brandenburg, Saksen en Saksen-Anhalt. Dat zijn echter vrijwel allemaal omgebouwde standerdmolens (Bockwindmühlen), waarvan de dragende standerd (Bock) is verwijderd, de kast tot op grondniveau is verlengd, en het gewicht volledig op een rollenkrans rust.
Die molens hebben doorgaans hun oorspronkelijke functie, het malen van graan, behouden.
Kenmerkend voor de paltrokmolen is dat zij een doorontwikkeling is van de standerdmolen. De standerd is hier echter als koningsstijl een vast onderdeel van de constructie geworden en staat op de koning, die op de kruisbalken ligt. Over de pen van de koning ligt de staart- of sleutelbalk. Op deze plaats ligt ter ondersteuning een 1 bij 1 meter gemetselde penant. De hele molen is opgehangen aan een zeer zware dwarsbalk boven op deze koningsstijl, de koningsbalk met op de uiteinden de zware binten, waaraan de vier kot- of vierkantstijlen hangen. Een ringmuur met kruirollen zorgt voor stabiliteit. Tachtig procent van het gewicht van de molen rust op de koning en twintig procent op de kruirollen. De hele molen draait over de kruirollen en met de koningsstijl over de koning. Het kruiwerk bestaat dus uit een rollen- en een zetelkruiwerk.
In 1593 werd aan Cornelis Corneliszoon van Uitgeest octrooi verleend voor een houtzagende standerdmolen met uitbouw van het molenhuis op wielen die met het kruien van de molen meedraait. Dit was mogelijk de voorloper van de houtzagende paltrokmolen zoals wij die nu nog in Nederland kennen.
De gesmede krukas, met drie krukken onder 120 graden, was een technisch hoogstandje, dat het succes van houtzaagmolens mogelijk maakte.
De molen is vierkant opgebouwd en heeft ter hoogte van de zaagvloer een open achterkant en zijvleugels. De draaiende beweging van de wieken wordt met behulp van een krukas omgezet in een op en neer gaande beweging, nodig voor de verticaal opgestelde zaagramen met zaagbladen. De krukas is met het zaagraam verbonden door een wuifelaar of kolderstok. Op het draaihoofd van het zaagraam is de krabbelstok bevestigd. De krabbelstok zit vast aan de krabbelarm, waarmee het krabbelrad wordt bediend. Door de op en neergaande beweging van het zaagraam wordt op deze manier tegelijkertijd het krabbelrad voortbewogen. Het krabbelrad duwt bij de opgaande slag van het zaagraam met behulp van een tandheugel de zaagslede met daarop de te zagen boomstam tegen de zagen. Tijdens de neergaande beweging van het zaagraam wordt gezaagd, waarbij het zaagraam tijdens het zagen iets naar voren kantelt. De beweging van het te zagen hout is dwars op de as van de wieken.
Met behulp van een kraan worden de boomstammen uit het water opgehesen en vervolgens met de winderij en een jijntakel op de zaagslee getrokken.
De meeste paltrokmolens waren gespecialiseerd op het fijnere werk (wagenschotzager).
Bovenkruier zaagmolens doen vaak het ruwere werk (balkenzager).
De naam van de paltrokmolen is ontleend aan zijn silhouet. Dat lijkt op een paltrok, een mouwloze mantel of cape voor mannen, die ooit algemeen gedragen werd.
(Ook in het Frans, Engels, Duits en Spaans is 'paltrok', of een afgeleide daarvan, de benaming zo'n kledingstuk.   
De veronderstelling dat de naam iets te maken zou hebben met immigranten uit de Pfalz is een hardnekkige fantasie in de molenaarswereld.)
De nog resterende vijf Nederlandse paltrokmolens zijn:
- De Gekroonde Poelenburg aan de Zaanse Schans met uitgebreide fotogalerij op commons.
- De Eenhoorn aan het Spaarne in Haarlem
- De Held Jozua in Zaandam
- De Otter aan de Kostverlorenvaart in Amsterdam-West
- Het Spinnewiel/Mijn Genoegen in het Nederlands Openluchtmuseum in Arnhem met uitgebreide fotogalerij op commons.

## Fotogalerij

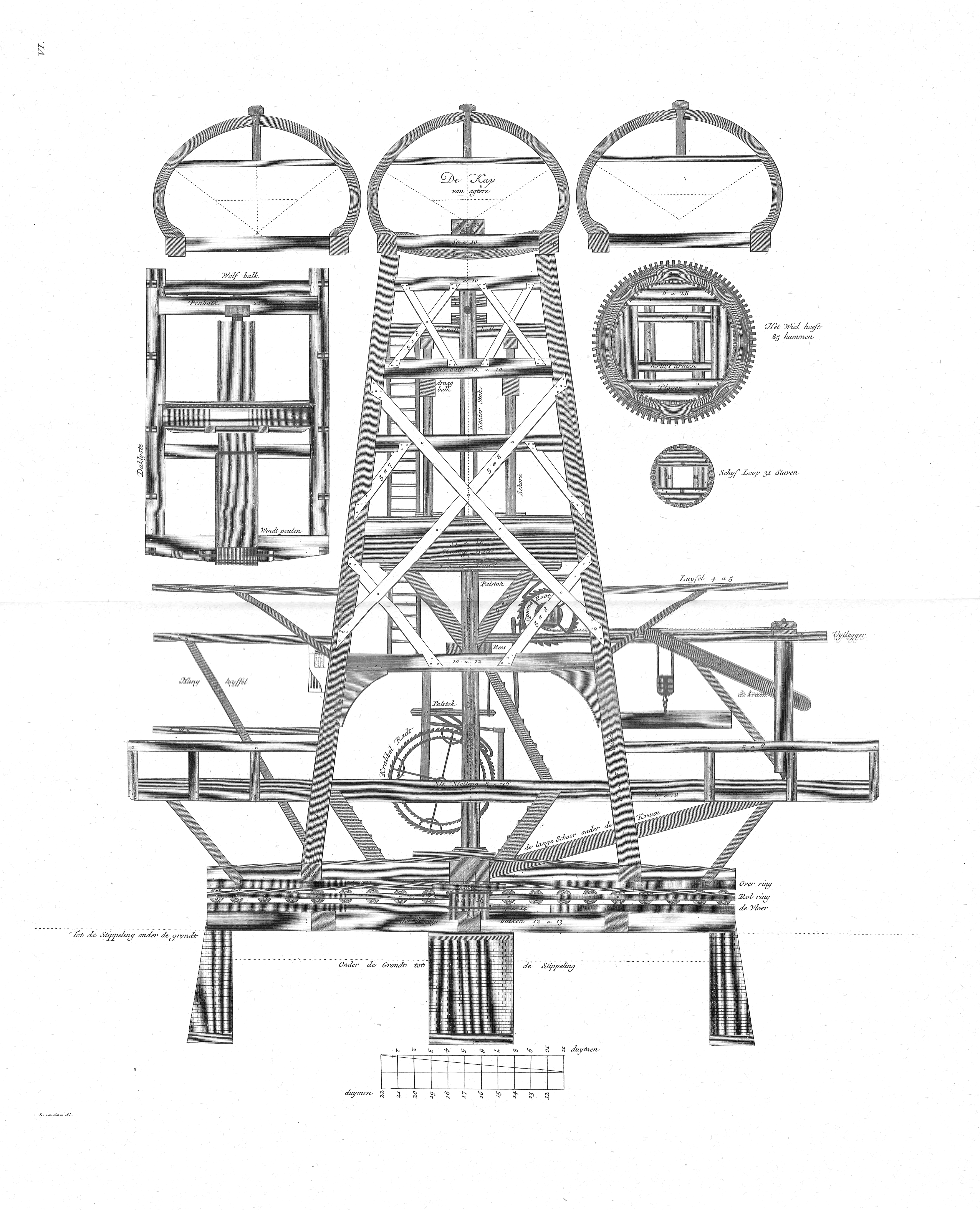
Paltrok uit het groot volkomen moolenboek
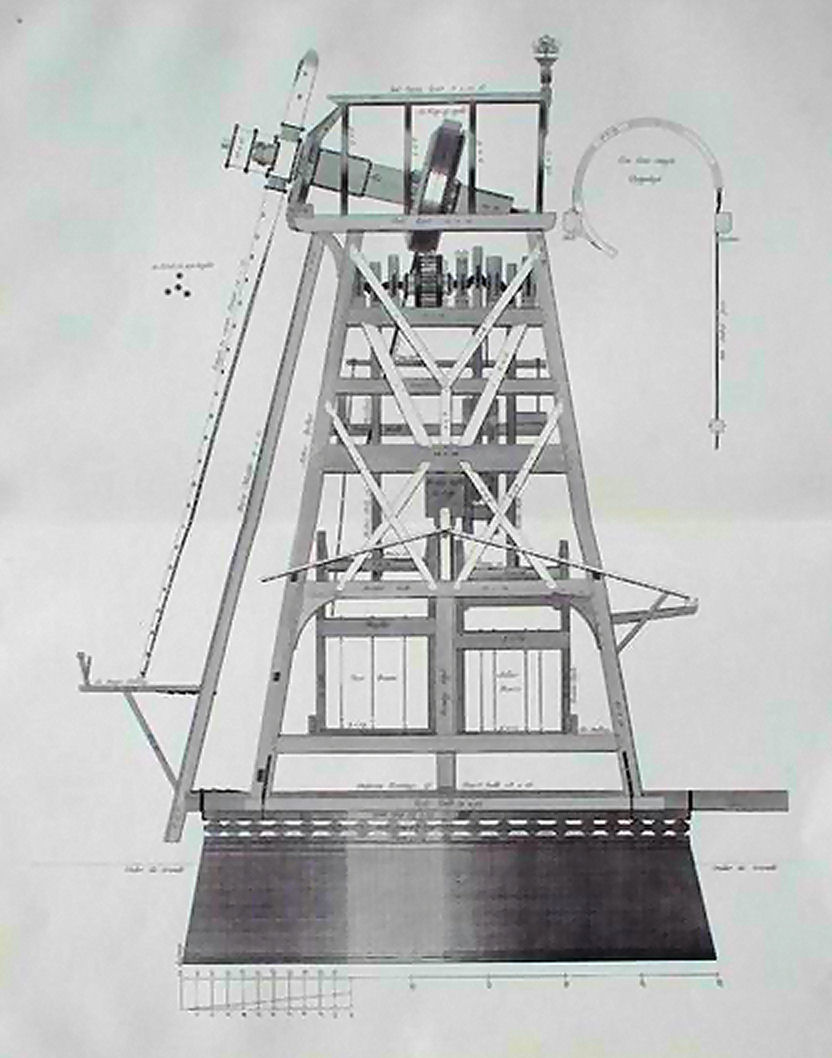
Zijaanzicht
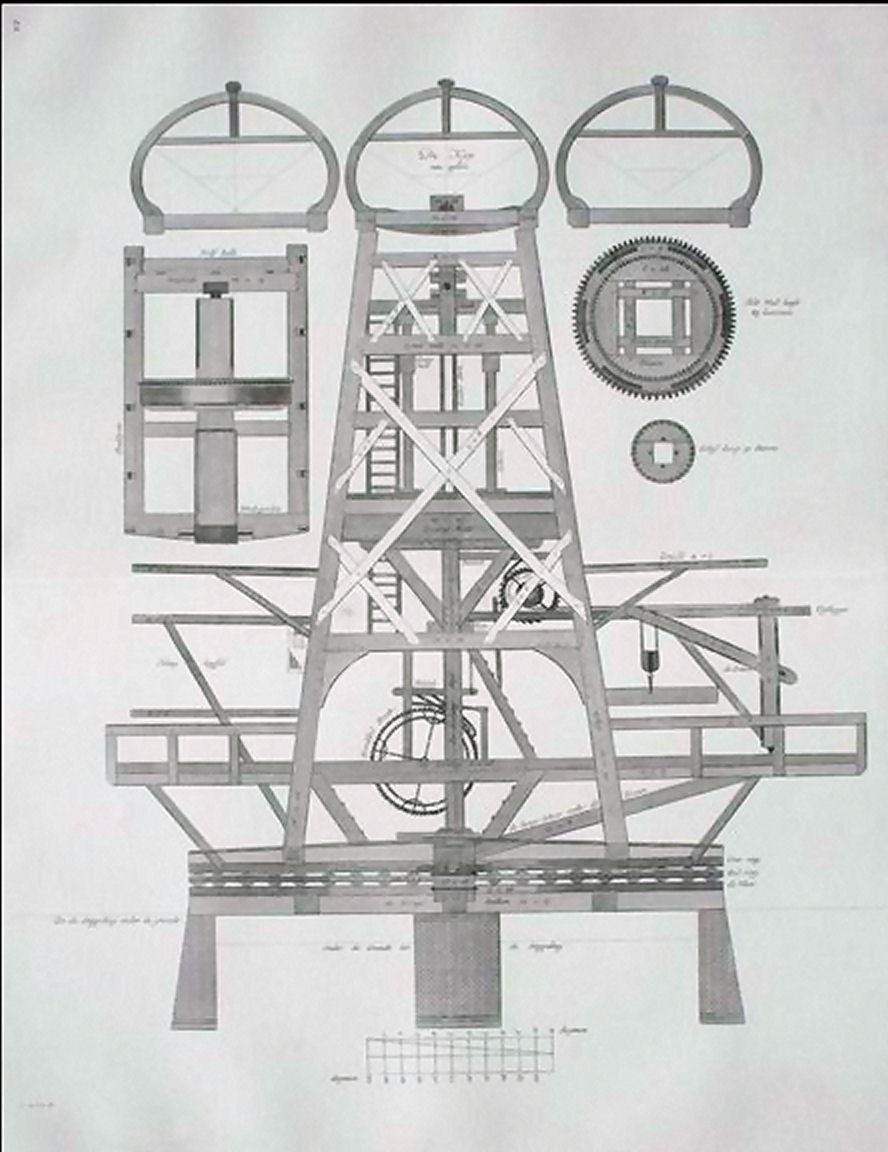
Vooraanzicht
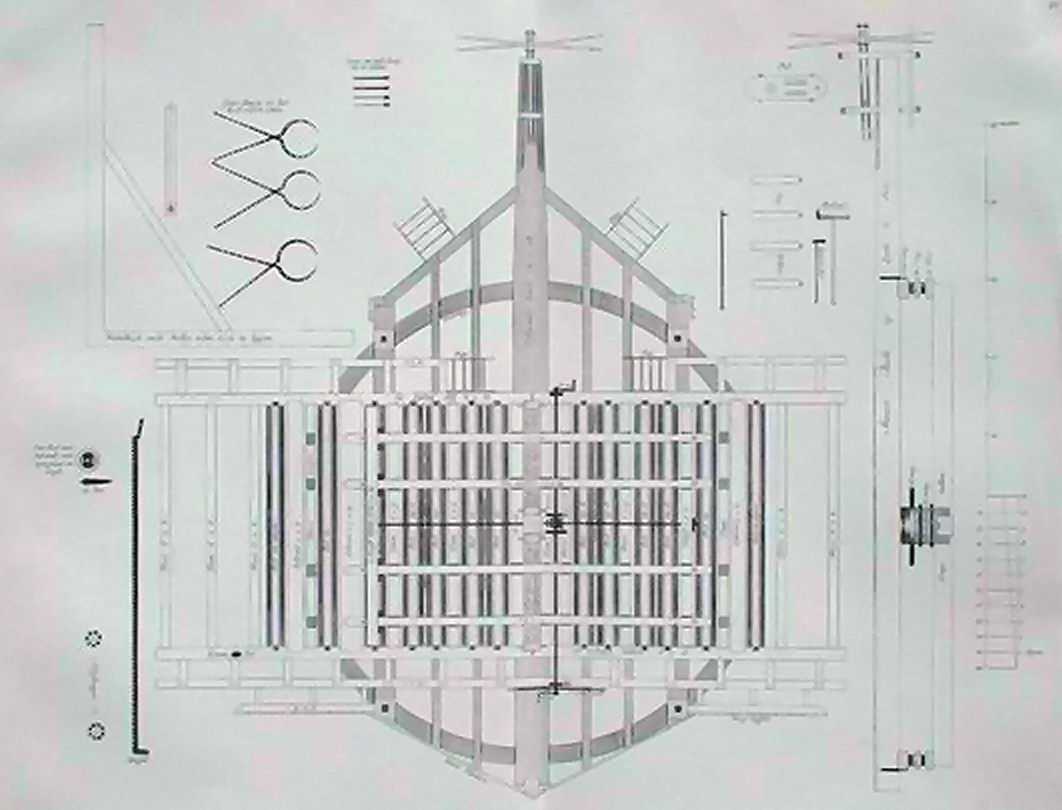
Bovenaanzicht
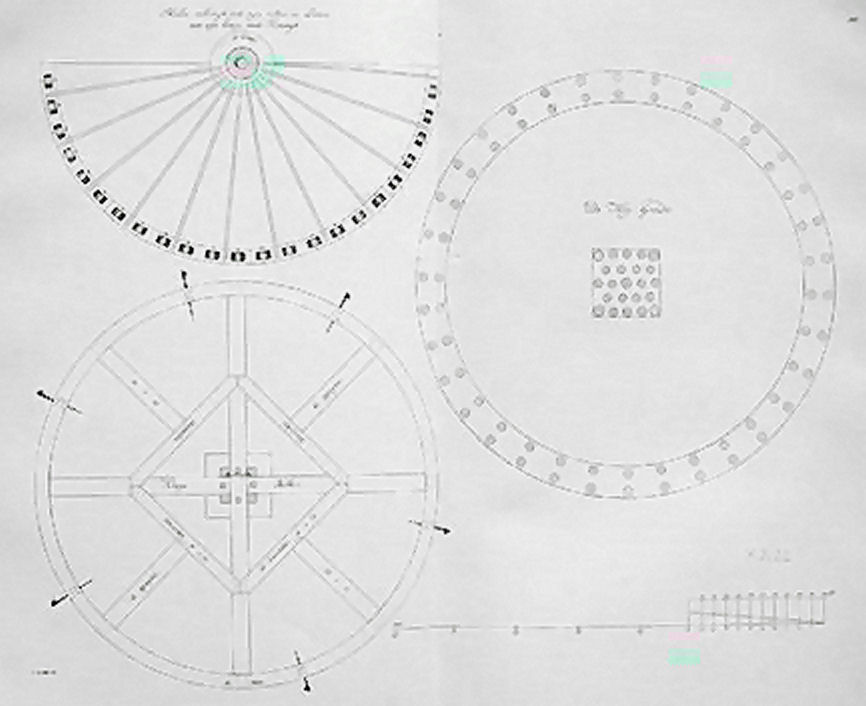
Doorsnede ter hoogte van de kruivloer
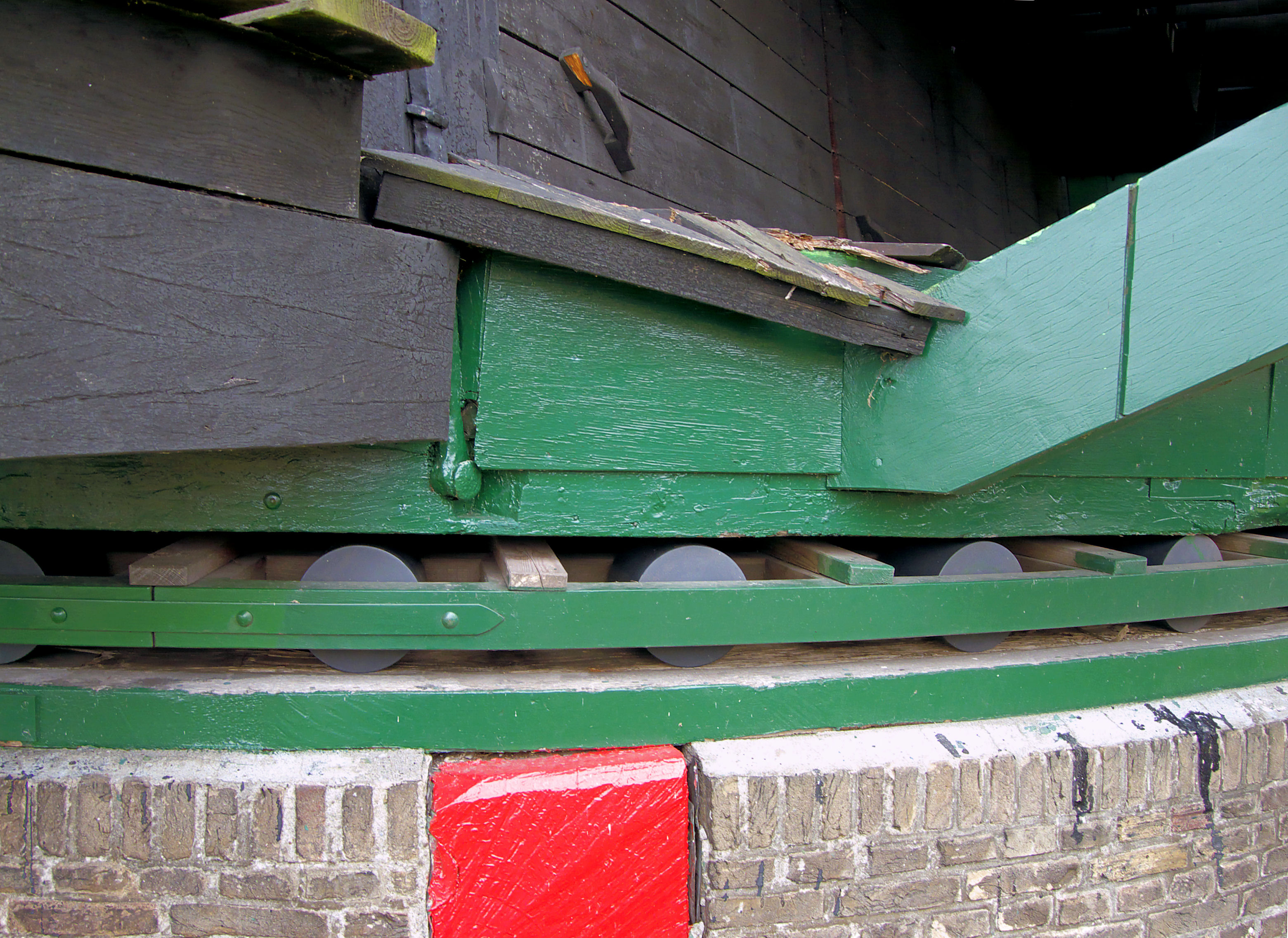
Rollenkruiwerk paltrok buitenzijde
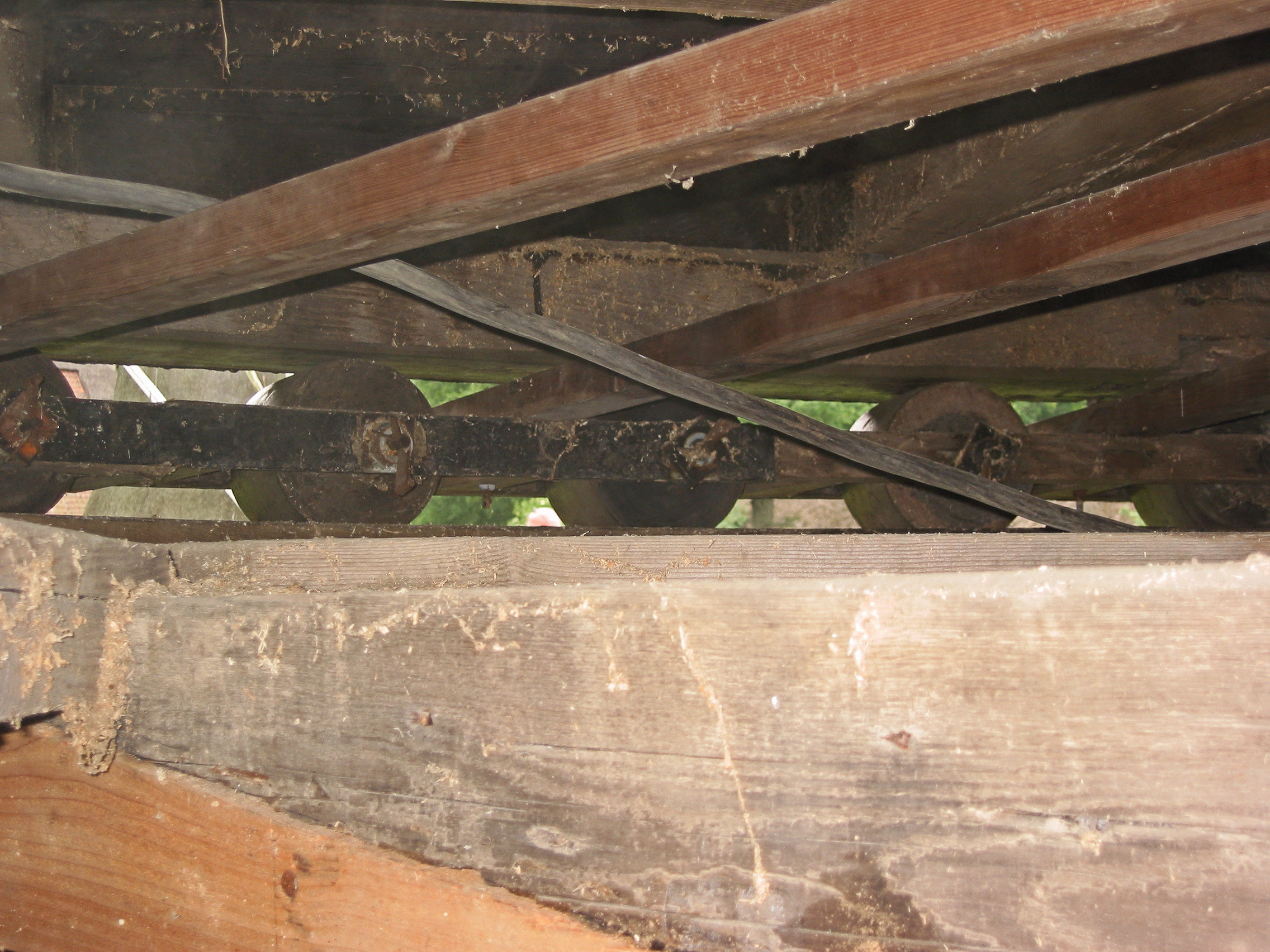
Rollenkruiwerk paltrok binnenzijde met schaarstokken
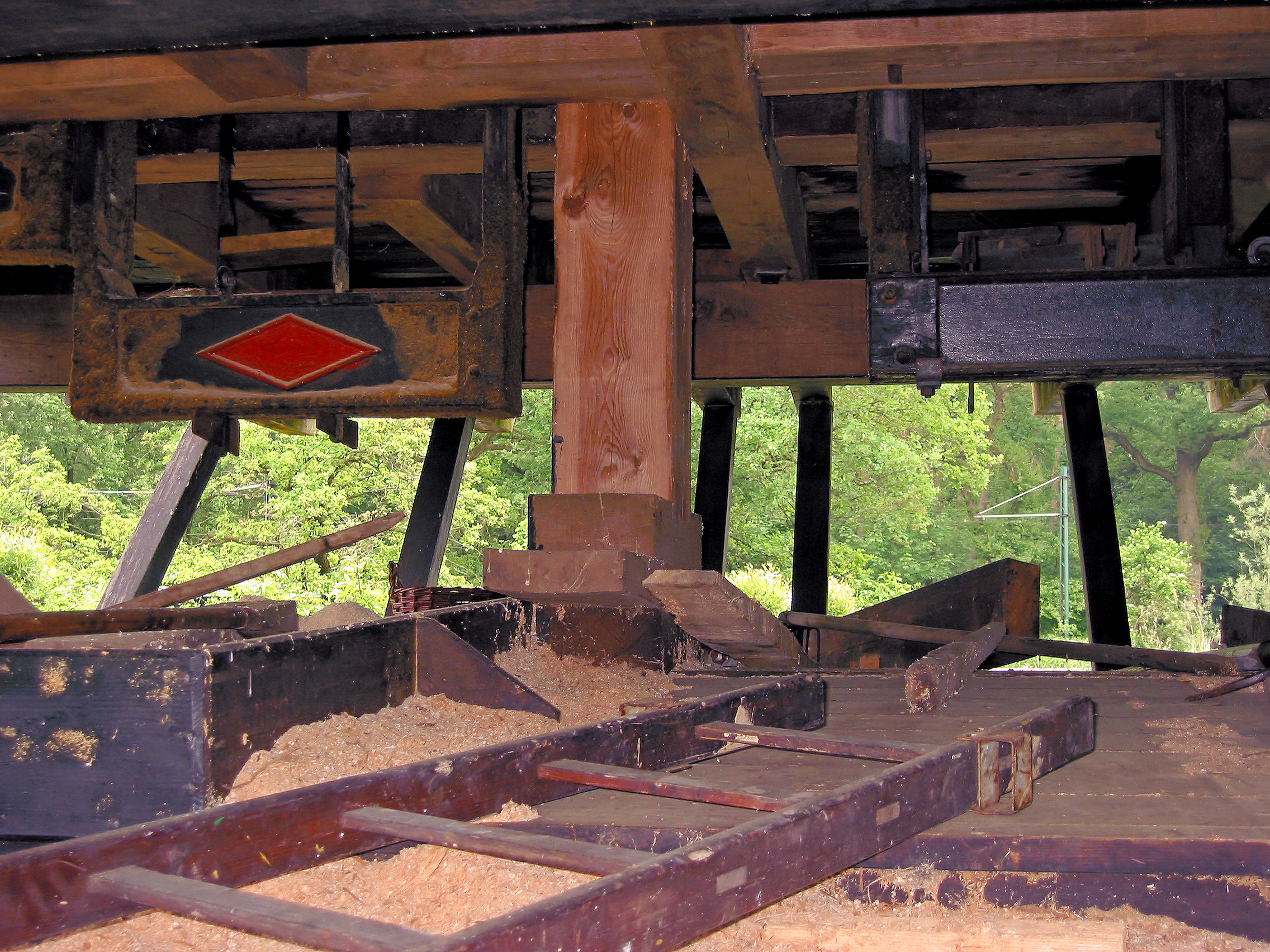
Kot met zaagsel en koningsstijl
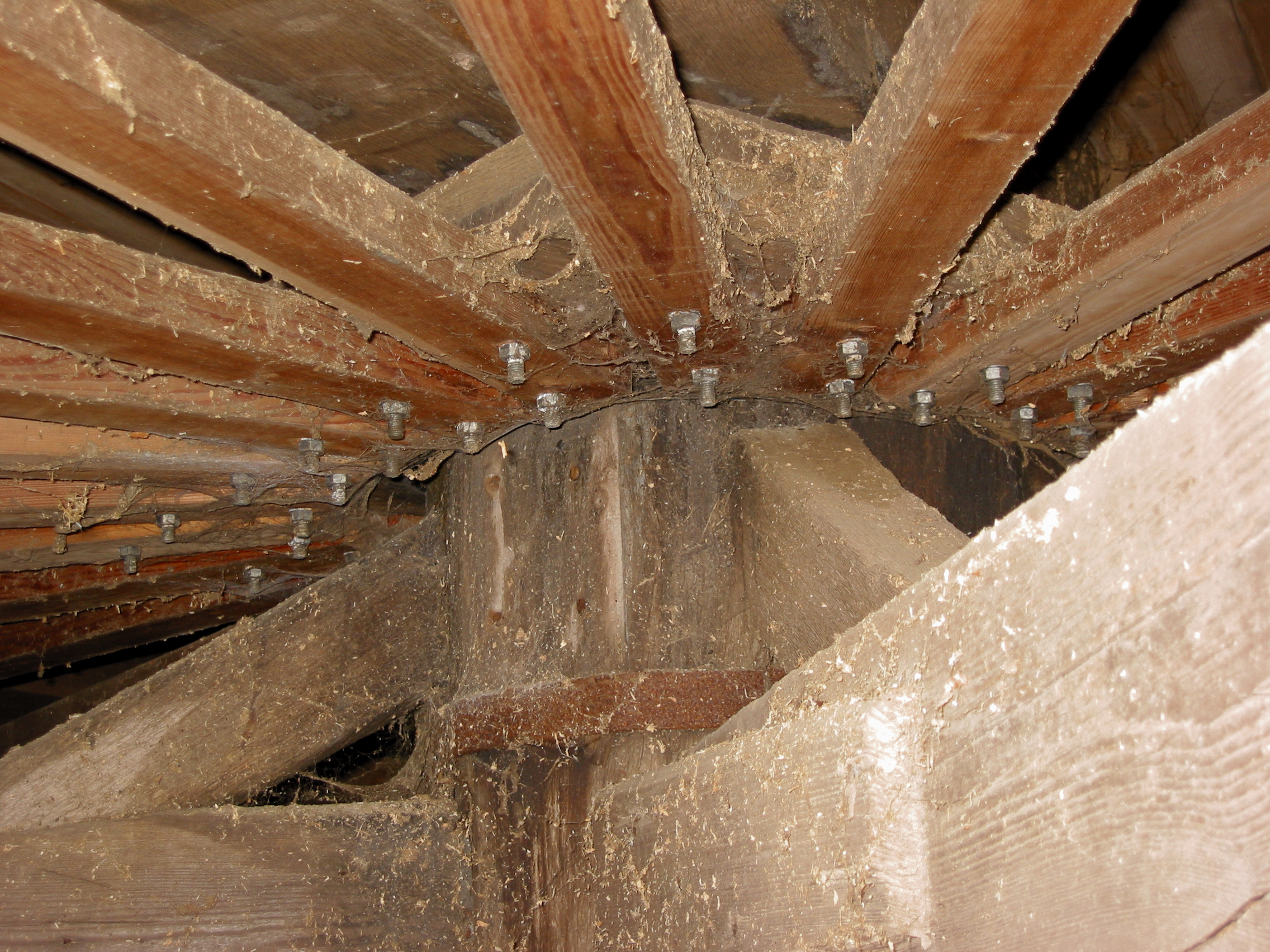
Koning met kraagstuk
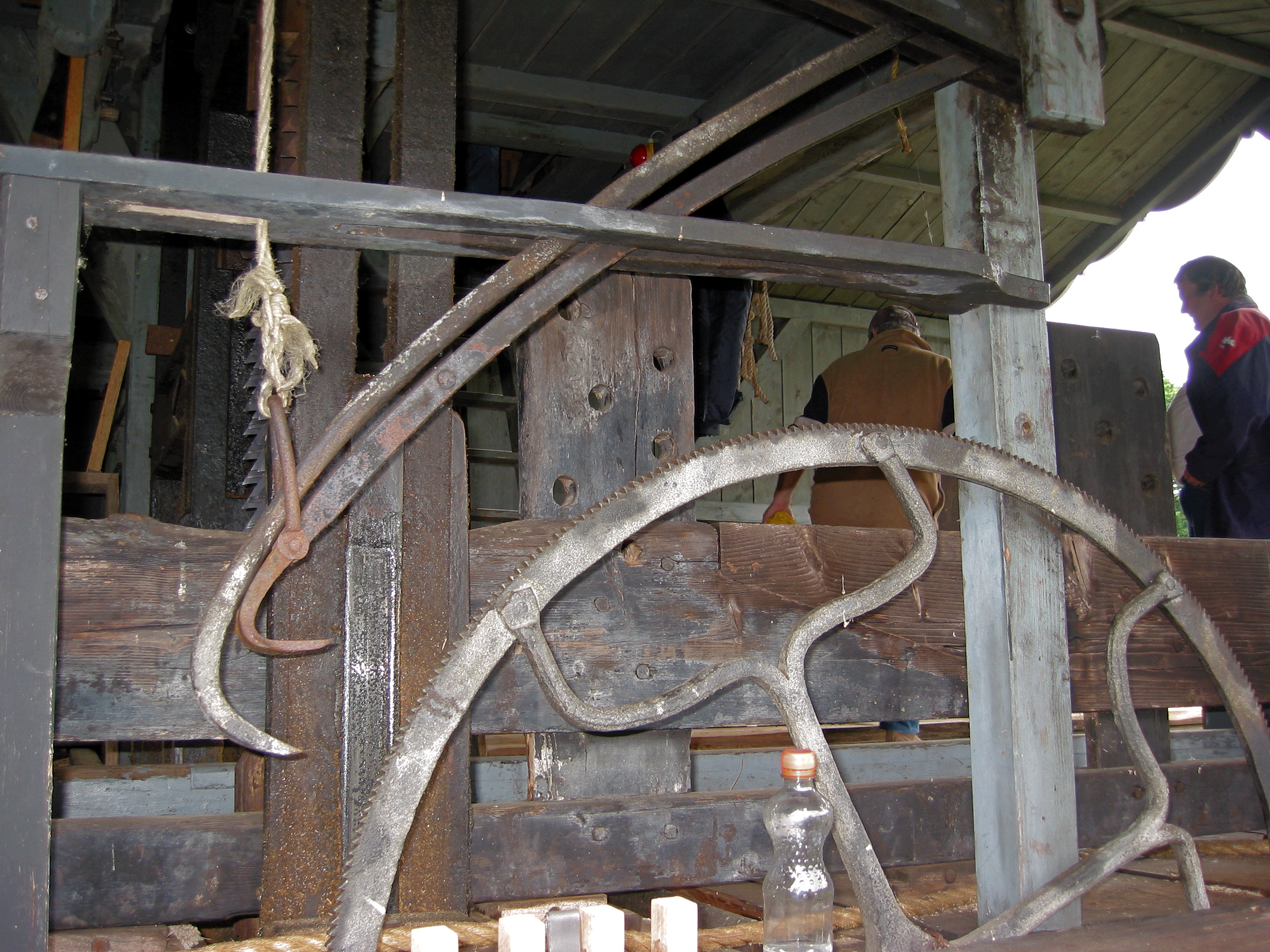
Krabbelwerk
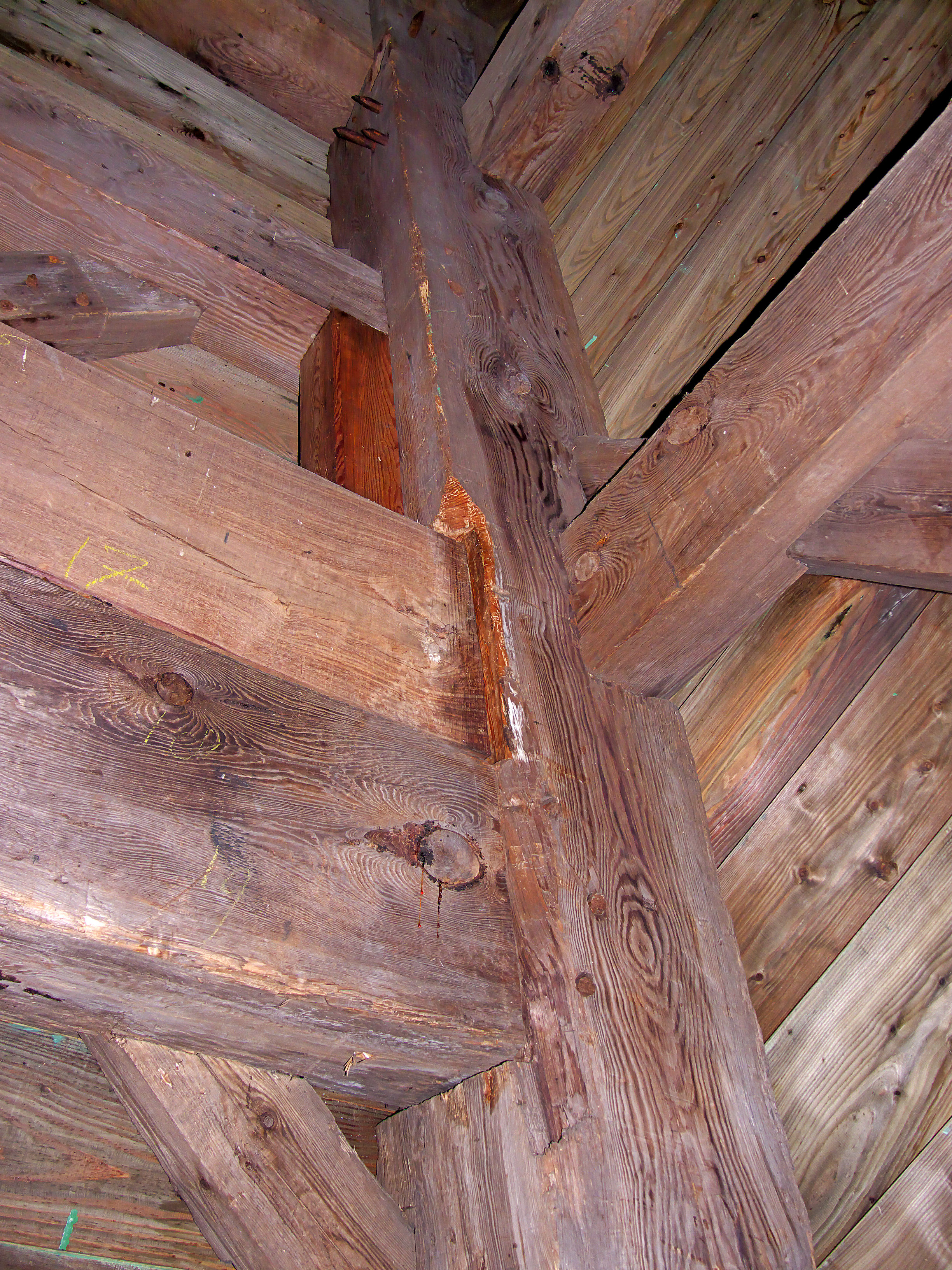
Hoekstijl
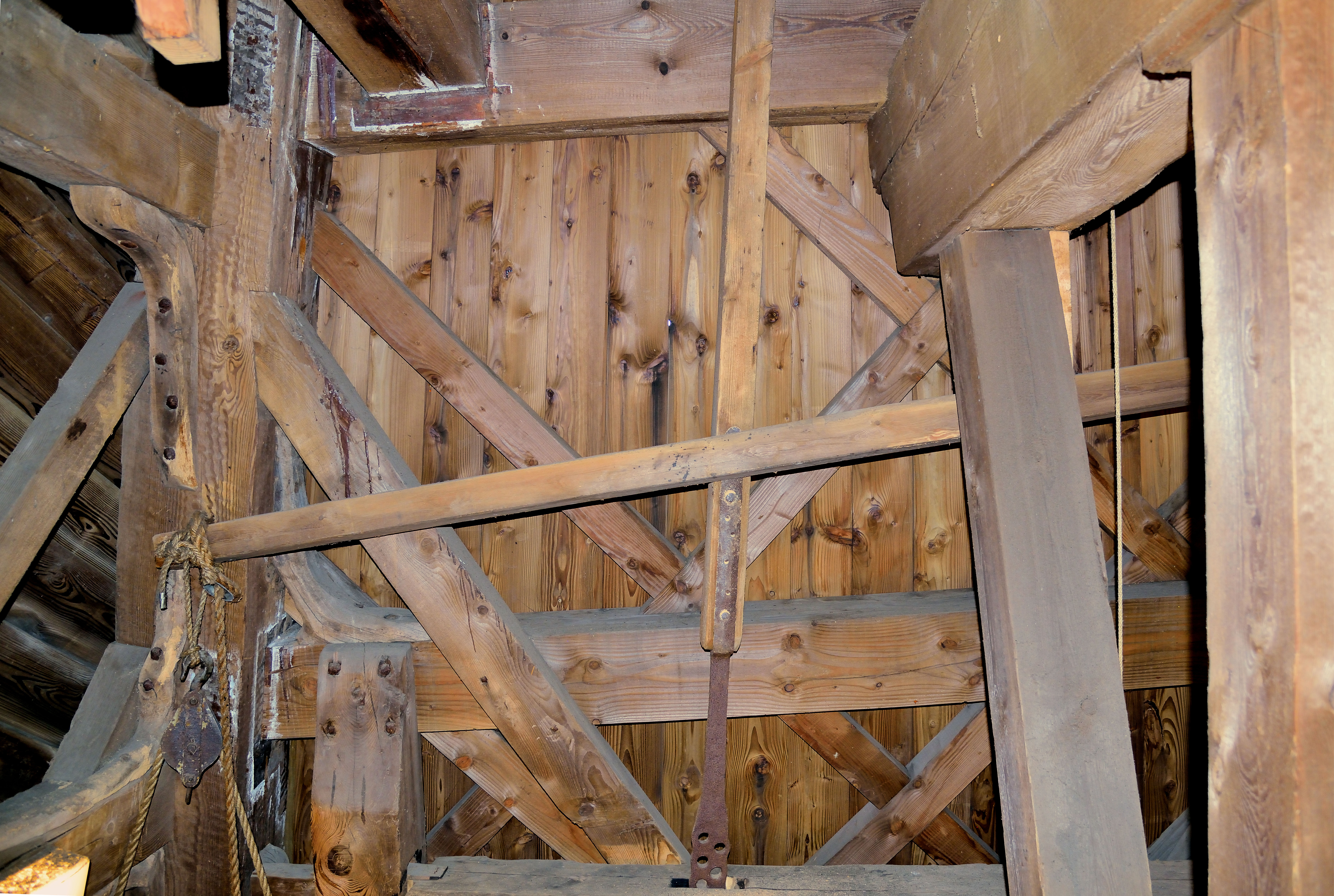
Vangstok
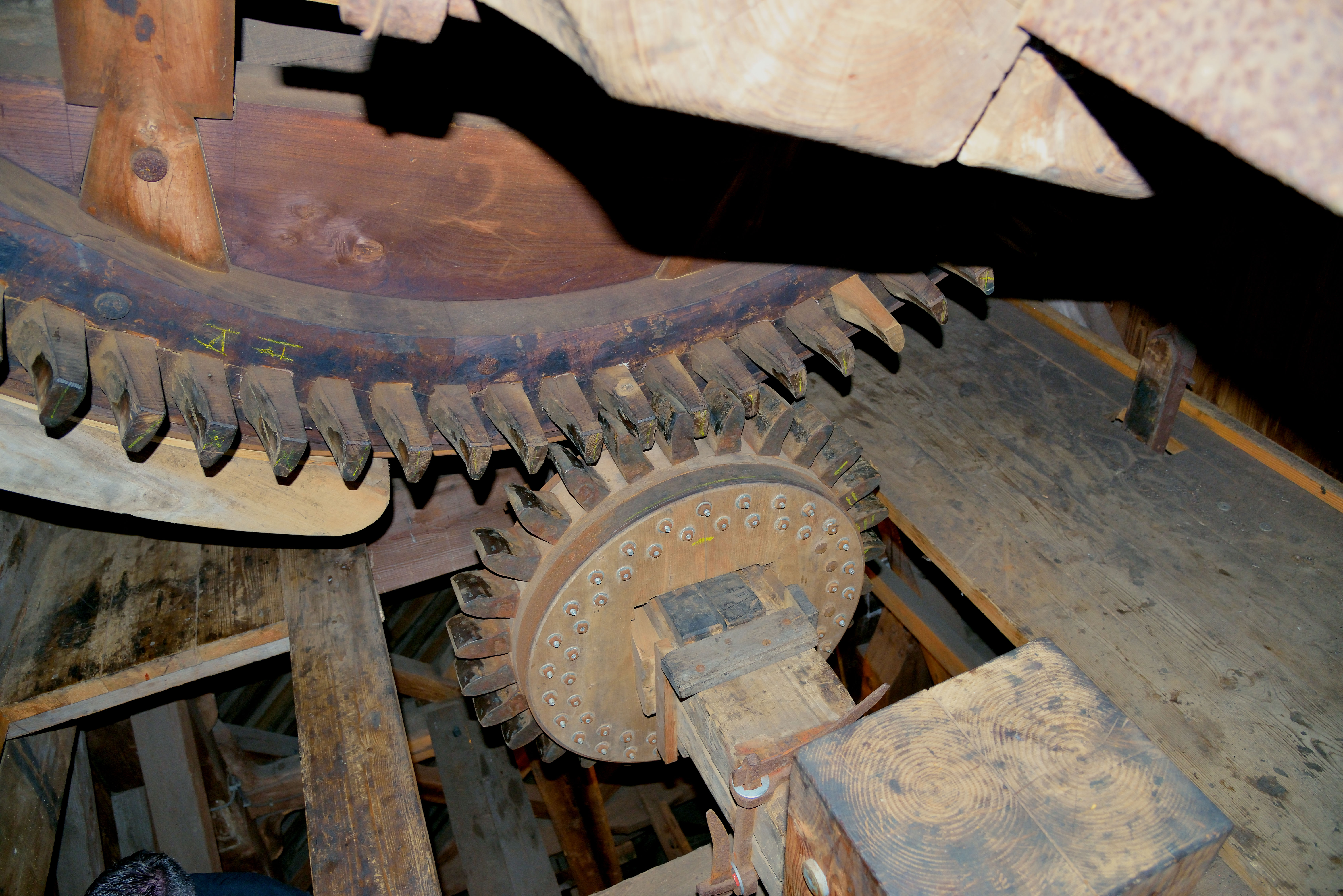
Bovenwiel met krukwiel
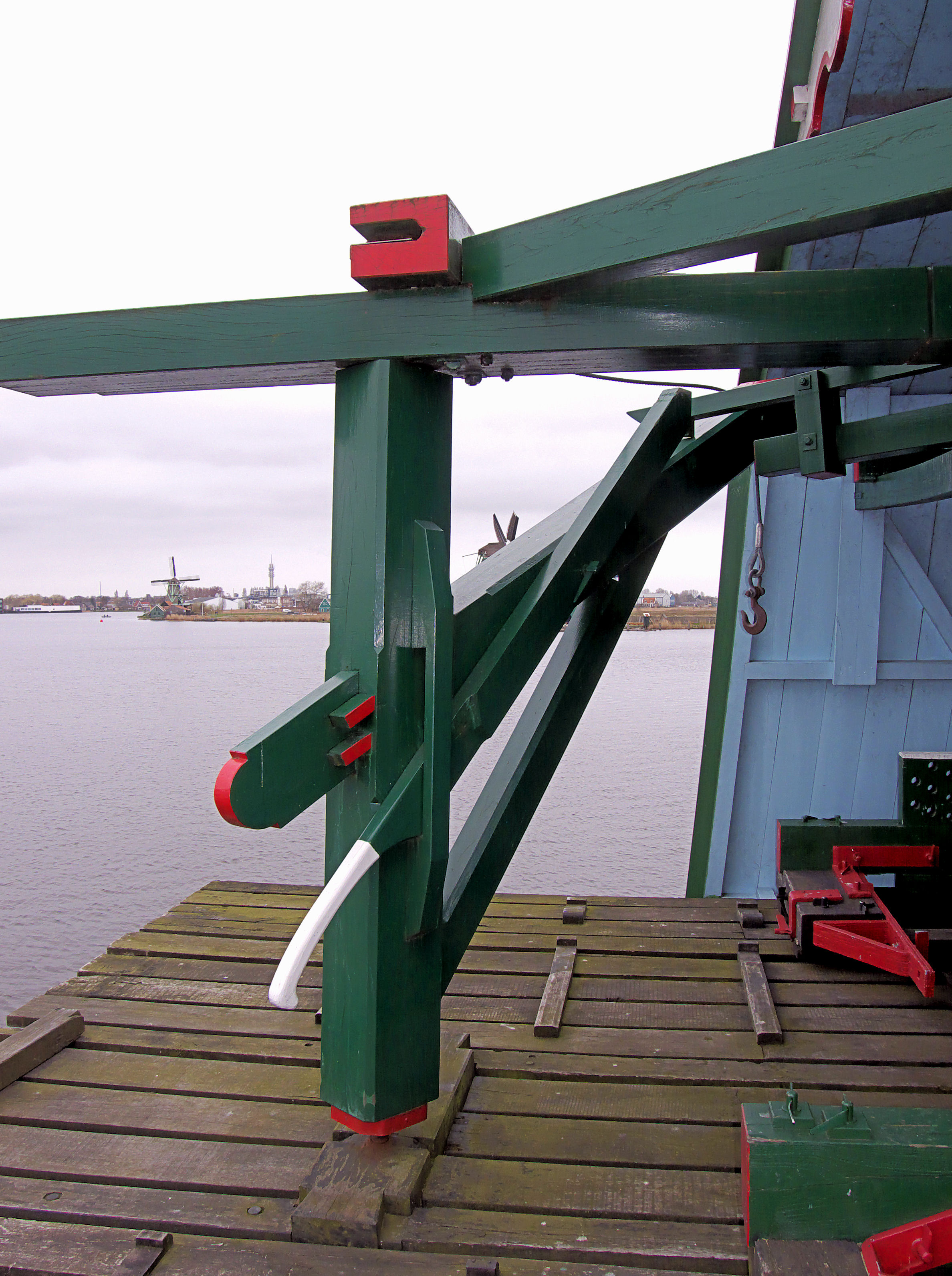
Kraan
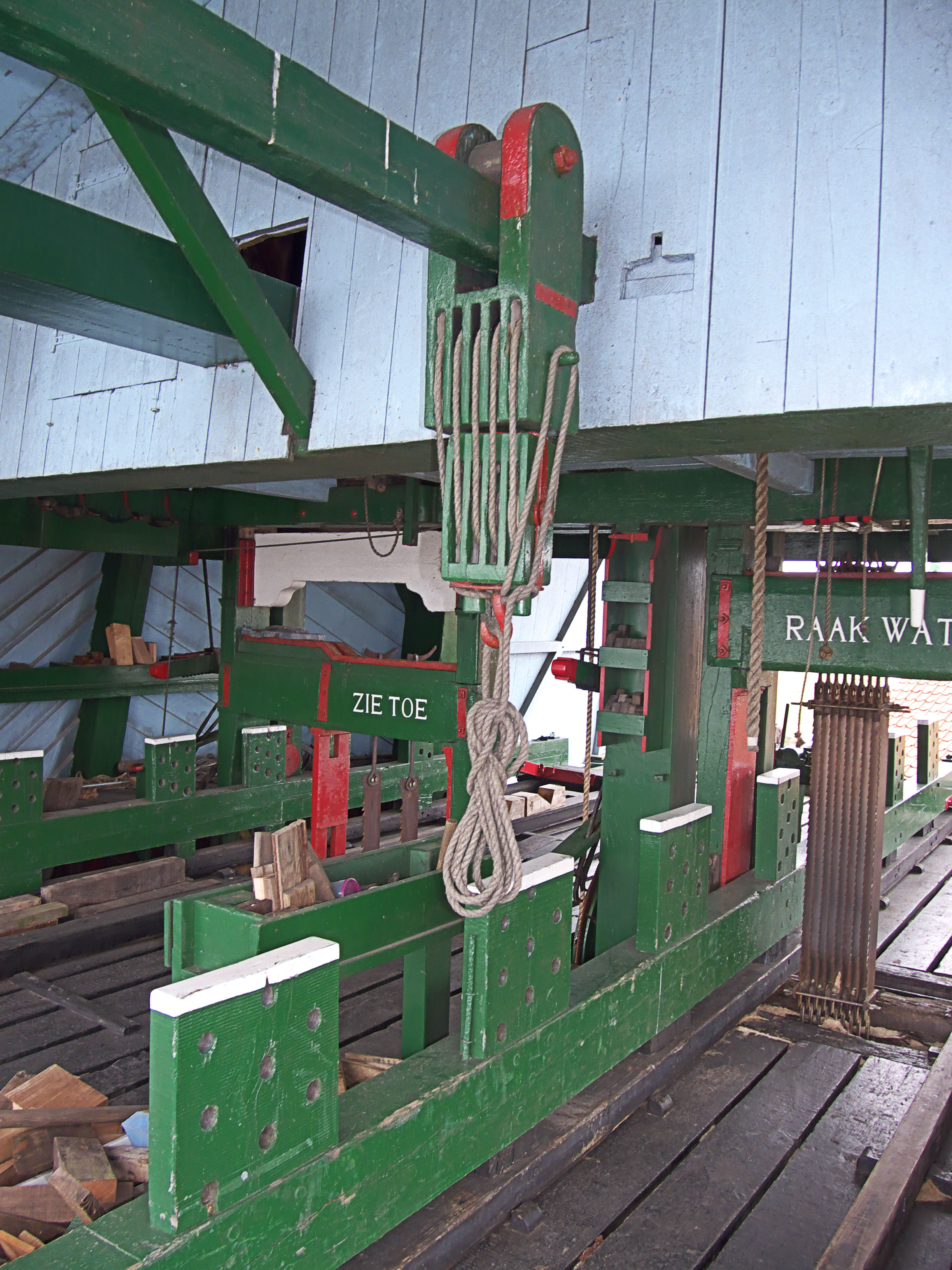
Jijntakel